# David St. James
David Francis Jones (Honolulu, 4 de setembro de 1947) é um ator americano, mais conhecido por seu trabalho nas séries ICarly, General Hospital e Beverly Hills, 90210.

## Filmografia
- Creative Differences (2009) como Dick
- iCarly (2008 – 2012) como Lucas David Howard (5 episódios)
- Diamond Confidential (2009) como Chief Kennard
- Everybody Hates Chris (2006–2008) como Mr. Phillips (2 episódios)
- Scrubs (2006) como Mr. Sommers
- The West Wing (2001–2005) como Congressman Darren Gibson (3 episódios)
- American Wedding (2003) como recepcionista do Hotel
- Alias (2001) como Bank Manager in Geneva (1 episódio)
- Donnie Darko (2001) como Bob Garland
- Seinfeld (1995) como médico (1 episódio)
- The Drew Carey Show (1995)
- Family Matters (1995)
- Beyond Belief: Fact or Fiction (1998)